# Marco Aurel
Marco Aurel va ser un matemàtic d'origen alemany, actiu a València en el segle xvi.

## Vida
Res es coneix de la seva vida, al marge dels seus orígens alemanys, ja que ell mateix ho diu en el seu llibre. També sabem que l'any 1541 ja residia a València.

## Obra
Marco Aurel és l'autor del primer tractat d'àlgebra que es va editar en castellà el 1552. Existeix un altre tractat anterior (dels anys 1520) en català, atribuït a Joan Ventallol, però que mai va arribar a editar-se, només se'n conserva un manuscrit.
El llibre d'Aurel contenia tres parts de les que només se'n conserva la primera. Joan Vernet afirma que va ser traduït a l'àrab íntegrament, però tampoc s'ha pogut localitzar aquesta traducció.
Rey Pastor considera que aquest llibre és la prova palpable del retard de les matemàtiques a la península, ja que els primers tractats europeus d'àlgebra daten del segle xv, mentre que el primer publicat en una llengua peninsular és de 1552 i, a més, tampoc tenia cap valor científic. L'únic mèrit que li reconeix és el d'haver introduït la notació matemàtica alemanya en lloc de la italiana.
L'any 1541, també havia editat a València un llibre d'aritmètica comercial amb el títol de Tratado muy útil y prouechoso para toda manera de tratantes y personas aficcionadas al contar.